# شوك الضب المهدب
شوك الضب المهدب (الاسم العلمي: Blepharis ciliaris) هو نوع من النباتات يتبع جنس شوك الضب من الفصيلة الأقنتية.

## الموئل والانتشار
موطنه بلاد الشام ومصر والجزيرة العربية.

## مرادفات للاسم العلمي
(باللاتينية: Ruellia ciliaris L.)
(باللاتينية: Blepharis edulis (Forssk.) Pers.)